# Regierungspräsident (Deutschland)
Regierungspräsident (RP) ist in Baden-Württemberg, Bayern, Hessen und Nordrhein-Westfalen, früher auch in anderen deutschen Staaten oder Ländern, die Bezeichnung des Leiters der zugehörigen Landesbehörde (namentlich Bezirksregierung, Regierung, Regierungspräsidium oder veraltet auch „Der Regierungspräsident“ – analog noch heutiger kommunal ausgestellter Bescheide von dem „Der Oberbürgermeister“), die für einen Regierungsbezirk zuständig ist. Die Amtsinhaber sind (außer in Bayern) politische Beamte und werden vom jeweiligen Ministerpräsidenten ernannt. Als Spitzenbeamte werden sie nach Besoldungsordnung B besoldet. Je nach Einwohnerzahl des Regierungsbezirkes beginnt die Besoldung in Gruppe B 7 bzw. B 8. Der ständige Vertreter eines Regierungspräsidenten trägt die Amtsbezeichnung Regierungsvizepräsident (zumindest sofern es sich hierbei um einen Beamten handelt – anderenfalls lautet der Diensttitel „stellvertretender Regierungspräsident“).

## Geschichte des Amtes
Die Behörde eines Regierungspräsidenten wurde durch die Stein-Hardenbergschen Reformen 1808 in Preußen eingeführt und ersetzte dort die seit 1723 bestehenden Kriegs- und Domänenkammern als Mittelinstanz. Mit der „Verordnung wegen verbesserter Einrichtung der Provinzialbehörden“ vom 30. April 1815 wurde das preußische Staatsgebiet dann in zehn Provinzen aufgeteilt, die jeweils in zwei oder mehr Regierungsbezirke geteilt wurden. Aufgrund der ungenauen Kompetenzzuweisung von Oberpräsidenten und Regierungspräsidenten zueinander war eine Vereinfachung der staatlichen Mittelinstanz in Preußen bis zur Auflösung des Staates 1947 ständiges Thema. Die Hohenzollerschen Lande waren die einzige Preußische Provinz, deren Regierungspräsidenten auch die Befugnisse eines Oberpräsidenten hatten.
Während der Zeit des Deutschen Reiches gab es vor allem in den größeren Bundesstaaten ebenfalls Regierungspräsidien als Mittelinstanz der staatlichen Verwaltung, allerdings teilweise unter einer anderen Bezeichnung: Kreise in Bayern und Württemberg, Provinzen in Hessen, Landeskommissärbezirke in Baden, Kreishauptmannschaften in Sachsen. Die Amtsbezeichnungen des Leiters der Behörde wurde in der Zeit des Nationalsozialismus der preußischen Bezeichnung Regierungspräsident angeglichen.
Nach 1945 wurden Regierungsbezirke für Mittelbehörden der staatlichen Verwaltung in den Flächenstaaten der Westzonen, außer in Schleswig-Holstein und dem Saarland, eingerichtet. In der sowjetischen Zone gab es Regierungsbezirke nur in Sachsen-Anhalt. Leiter und Namensgeber dieser Behörden war der Regierungspräsident. In den 1980er Jahren erfolgte allerorten der Austausch der Behördenbezeichnung Regierungspräsident in ... durch Regierungspräsidium in ... .
In folgenden Ländern gibt es keine Regierungspräsidien mehr:
- Rheinland-Pfalz, seit 2000
- Sachsen-Anhalt, seit 2003
- Niedersachsen, seit 2005
- Sachsen, hier hieß der Regierungspräsident vom 1. August 2008 bis zur Zusammenführung der drei ehemals selbstständigen Landesdirektionen in Chemnitz, Dresden und Leipzig mit Wirkung vom 1. März 2012 zur Landesdirektion Sachsen Präsident der Landesdirektion